# Aerolíneas Antonov
Aerolíneas Antónov (Antonov Airlines) es una compañía de transporte aéreo con base en Kiev, Ucrania. Opera  vuelos charter internacionales de transporte de mercancías.  Su sede central está en  el Aeropuerto Antonov, Kiev.

## Historia
La aerolínea fue creada en 1989 cuando llegó a un acuerdo con Air Foyle para comerciar los vuelos del Antonov An-124 por todo el mundo. Este acuerdo terminó en junio de 2006. Las Aerolíneas Antónov ahora operan conjuntamente con la compañía Ruslan International con Volga-Dnepr JS Cargo Airlines de Rusia bajo el nombre de Ruslan International, en la cual tiene un 50 % de participación. Esto también llevó a la oficina del diseño de Antonov (que posee enteramente la línea aérea) a la obtención de su propio certificado de vuelo.
Entre los transportes realizados por Aerolíneas Antónov, destacan los siguientes: 
- Una turbina hidráulica de 88 toneladas para la Planta Hidroeléctrica Tashtakumska desde Járkov a Taskent;
- Vehículos de Ingeniería Civil para tratar las consecuencias del terremoto de 1988 en Spitak, Armenia;
- Vehículos y sistemas para resolver la crisis del Golfo Pérsico (bulldozers antimina, estaciones eléctricas móviles, ayuda humanitaria);
- Un generador Siemens de 135,2 toneladas desde Dusseldorf (Alemania) a Delhi (India) realizado por un An-225 (incluido en el Libro Guinness de los Récords[4][5]);
- Combustible nuclear en contenedores especiales desde RAF Habbaniya (Irak) a Ekaterimburgo (Rusia) bajo el programa de las Naciones Unidas para el desarme de Irak;
- Una locomotora de 102 toneladas desde Londres (Canadá) hasta Dublín (Irlanda).

Al estallar la invasión rusa de Ucrania en 2022, el An-225 Mriya se encontraba en su base del Aeropuerto Antonov de Hostomel sometiéndose a un cambio de motores. Durante la Batalla del Aeropuerto Antonov el An-225 fue destruido.

## Flota

### Flota actual
Actualmente la flota consiste en las siguientes aeronaves:
| Aeronaves      | En servicio | Almacenados | Pedidos | Configuración | Matrículas | Año de construcción |
| -------------- | ----------- | ----------- | ------- | ------------- | ---------- | ------------------- |
| Antonov An-22  | 1           | —           | —       | Carga         | UR-09307   | 1974                |
| Antonov An-124 | 5           | 2           | —       | Carga         | UR-82007   | 1986                |
| Antonov An-124 | 5           | 2           | —       | Carga         | UR-82008   | 1986                |
| Antonov An-124 | 5           | 2           | —       | Carga         | UR-82009   | 1986                |
| Antonov An-124 | 5           | 2           | —       | Carga         | UR-82027   | 1990                |
| Antonov An-124 | 5           | 2           | —       | Carga         | UR-82029   | 1991                |
| Antonov An-124 | 5           | 2           | —       | Carga         | UR-82072   | 1993                |
| Antonov An-124 | 5           | 2           | —       | Carga         | UR-82073   | 1994                |
| Antonov An-158 | 2           | —           | —       | Carga         | UR-EXJ     | 2003                |
| Antonov An-158 | 2           | —           | —       | Carga         | UR-UKN     | 2008                |
| Antonov An-178 | 1           | 1           | —       | Carga         | UR-NTA     | 2003                |
| Antonov An-178 | 1           | 1           | —       | Carga         | UR-EXP     | 2015                |
| Antonov An-225 | —           | —           | 1       | Carga         |            |                     |
| Total          | 9           | 3           | 1       |               |            |                     |

### Flota histórica

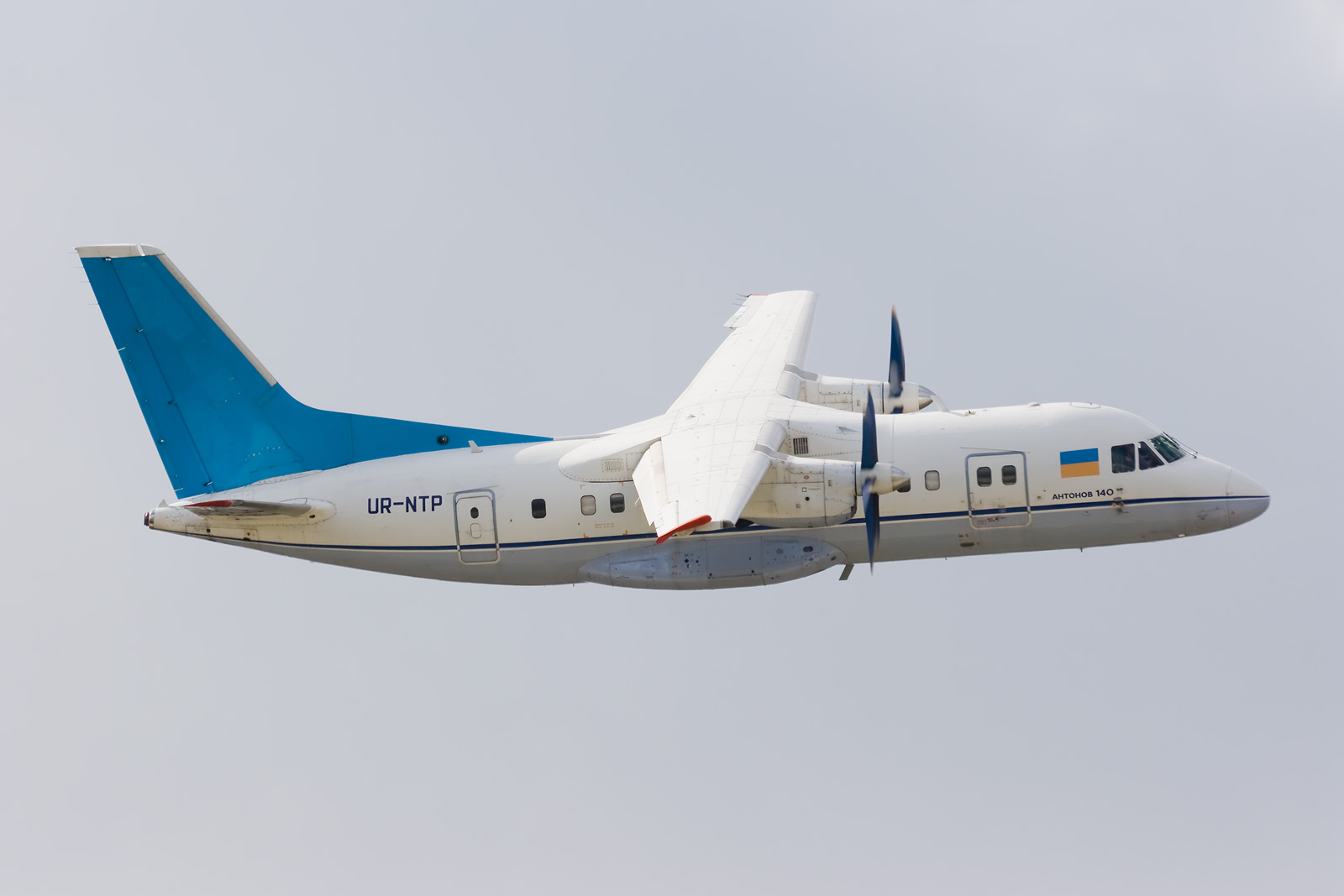
Antónov An-140 en Gostomel, Ucrania, 2008.

| Aeronaves      | Total | Introducido | Retirado |
| -------------- | ----- | ----------- | -------- |
| Antonov An-3   | 1     | 1980        | ??       |
| Antonov An-8   | 45    | 1955        | ??       |
| Antonov An-10  | 11    | 1957        | 1973     |
| Antonov An-12  | 24    | 1957        | 2022     |
| Antonov An-14  | 76    | 1957        | ??       |
| Antonov An-24  | 114   | 1966        | 2010     |
| Antonov An-26  | 6     | 1968        | 2022     |
| Antonov An-28  | 18    | 1984        | 2008     |
| Antonov An-32  | 14    | 1982        | 2022     |
| Antonov An-72  | 14    | 1985        | 1995     |
| Antonov An-74  | 14    | 1989        | 2022     |
| Antonov An-140 | 4     | 1997        | 2016     |
| Antonov An-225 | 1     | 1988        | 2022     |